# Instrucciones de Kagemni
Instrucciones de Kagemni es el título de una obra literaria del Antiguo Egipto, perteneciente al género de Sebayt o Instrucciones, obras filosóficas que fueron los primeros textos seculares de la literatura del Antiguo Egipto. Aunque las primeras pruebas de su compilación se remontan al Imperio Medio, el texto asegura, aunque dudosamente, que es obra de Kagemni, un chaty que habría actuado durante el reinado del faraón Seneferu, fundador de la cuarta dinastía (Imperio Antiguo).

## Fuente
La única fuente conocida de las Instrucciones de Kagemni es el papiro Prisse. Este texto se remonta a la dinastía XII, probablemente al reinado de Amenemhat II. Está escrito en egipcio medio y en un estilo arcaico hierático, con letra cursiva.

## Contenido

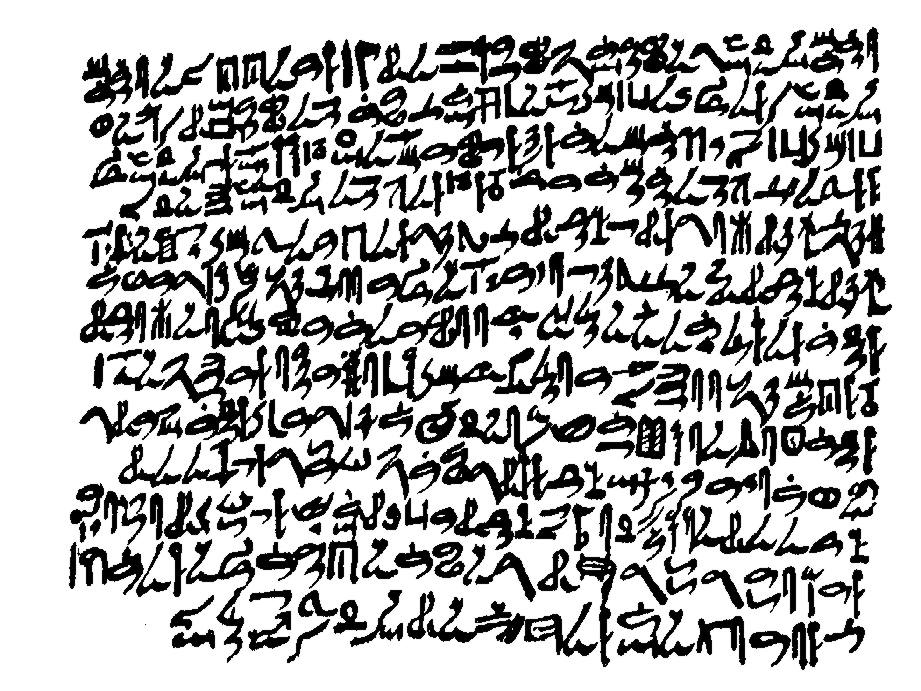
Papiso Prisse.
Museo del Louvre.

Sólo el final del texto está recogido en el Papiro Prisse, se desconoce cuánto se ha perdido. Kagemni, que el texto menciona como chaty de Seneferu, es un personaje que tal vez esté basado en otro chaty del mismo nombre que vivió durante la sexta dinastía de Egipto: Kagemni (chaty de Teti). Kagemni se presenta como alumno antes que maestro de las virtudes y la moral en el texto, y se ha propuesto que era hijo de Kaire, un sabio mencionado en el Elogio de Escritores Muertos (Papiro Chester Beatty IV). A pesar de que en el texto se atribuye la autoría a Kagemni, era común que los textos de la sabiduría se atribuyesen falsamente a prestigiosas figuras históricas.
Escrito como una guía práctica de consejos para el hijo de un chaty, las Instrucciones de Kagemni son similares a las de Ptahhotep y algo diferentes a la enseñanza de textos más tardíos, como las Instrucciones de Amenemope, que hace hincapié en la piedad, o las Instrucciones de Amenemhat, que William Simpson (profesor emérito de egiptología en la Universidad de Yale) describe como «una obra política con forma de instrucción». Kagemni aconseja que se debe seguir el camino de la modestia y la moderación, en contraste con lo que debe evitarse: el orgullo y la glotonería. Para Kagemni, el hombre silencioso, que es modesto, calmado y que se controla, es visto como el más virtuoso, en contraste con el hombre impulsivo que describe Amenemope. De acuerdo con Miriam Lichtheim, el virtuoso hombre silencioso descrito por primera vez en Kagemni «estaba destinado a representar el principal papel el la moralidad egipcia».

### Citas
1. ↑  Lichtheim: op. cit., pág. 244.
2. 1 2 3 4  Simpson: op. cit., pág. 177
3. 1 2 3  Parkinson: op. cit., pp. 46, 50, 313.
4. ↑   Parkinson: op. cit., pp. 313-315.
5. 1 2  Parkinson: op. cit., pág. 313.
6. ↑  Parkinson: op. cit., pp. 75-76; Lichtheim: op.cit., pág. 244.
7. ↑  Lichtheim: op. cit., pp. 244-245.
8. ↑  Lichtheim: op. cit., pág. 258.
9. ↑  Lichtheim: op. cit., pág. 245.